# Бродський Михайло Леонідович
Михайло Леонідович Бродський (нар. 27 березня 1969, Харків) — український шахіст, міжнародний гросмейстер (1994). Чемпіон України із шахів 1990 року .

Головний тренер жіночої збірної України починаючи з 2011 року, переможець шахової олімпіади 2022 року, командного чемпіонату світу та командного чемпіонату Європи 2013 років.
Його рейтинг станом на січень 2020 року — 2526 (591-ше місце у світі, 38-ме в Україні).

## Кар'єра
Закінчив Харківський університет. У 1990 році Михайло Бродський переміг у 59-у чемпіонаті УРСР. Перші успіхи на міжнародній арені прийшли вже після розпаду Радянського Союзу. У 1993 році посів 2 місце на турнірі у Сочі, а також поділив 3-6 місця разом з Геннадієм Кузьміним, Володимиром Савоном та Станіславом Савченком на зональному турнірі, що проходив у Миколаєві

У 1994 році разом з Андреєм Істратеску поділив 1-2 місця на турнірі «Меморіал Віктора Чокилтя», що проходив у Бухаресті, а також з Валерієм Невєровим на турнірі в Копенгагені.. У 1995 році знову переміг на «Меморіалі Віктора Чокилтя» та поділив 1-2 місця на турнірі у м.Каппель-ла-Гранд.
 У наступні роки Бродський не раз перемагав та ставав призером різних турнірів, зокрема:
- 1-2 місця (Краснодар, 1997);
- 1 місце (Вейк-ан-Зее турнір «опен», 1998);
- 2-4 місця (Кстово, 1998);
- 2 місце (Гамбург, 2001);
- 1-2 місця (Краснодар, 2001) разом з Володимиром Маланюком);
- 1-2 місця (Колобжег, 2002);
- 1-8 місця (Кап-Д'Агд, 2002);
- 1 місце (Бєлорєченськ, 2005);
- 1-4 місця (Санкт-Петербург, 2005);
- 2-7 місця (Хогевен, 2005);
- 1-4 місця (Одеса, 2006) разом з Михайлом Голубєвим, Олександром Зубовим та Спартаком Височиним;
- 2-3 місця (Санкт-Петербург, 2006);
- 1-3 місця (Харків, 2006) разом з Володимиром Онищуком;
- 1-3 місця (Петергоф, 2008);
- 2 місце (Петергоф, 2009);
- 2-4 місця (Гродзиськ-Мазовецький, 2009)

## Тренерські досягнення
Починаючи з 2011 року Михайло Бродський тренує жіночу збірну України. 
Під його орудою жіноча збірна України у 2022 році стала переможницею шахової олімпіади, а у 2013 році завоювала золоті нагороди командного чемпіонату світу та командного чемпіонату Європи, стала срібним призером шахової олімпіади 2018 року, а також тричі поспіль ставала бронзовим призером шахових олімпіад 2012,  2014 та 2016 років.

## Результати виступів у чемпіонатах України
Михайло Бродський зіграв в одинадцяти фінальних турнірах чемпіонатів України, набравши загалом 54½ очка зі 103 можливих.
| Рік  | Місто       | Турнір                 | + | − | = | Результат | Місце   |
| ---- | ----------- | ---------------------- | - | - | - | --------- | ------- |
| 1985 | Ужгород     | 54-й чемпіонат України | 3 | 7 | 4 | 5 з 14    | 11 — 12 |
| 1989 | Херсон      | 58-й чемпіонат України | 2 | 8 | 5 | 4½ з 15   | 14      |
| 1990 | Сімферополь | 59-й чемпіонат України | 5 | 1 | 4 | 7 з 10    | Gold    |
| 1994 | Алушта      | 63-й чемпіонат України | 6 | 2 | 1 | 6½ з 9    | 7 — 12  |
| 1998 | Алушта      | 67-й чемпіонат України |   |   |   | 6 з 9     | 11      |
| 2001 | Покров      | 70-й чемпіонат України | 2 | 0 | 7 | 5½ з 9    | 4 — 8   |
| 2005 | Рівне       | 74-й чемпіонат України | 2 | 1 | 3 | 3½ з 6    | 1/4     |
| 2006 | Полтава     | 75-й чемпіонат України | 1 | 0 | 3 | 2½ з 4    | 1/8     |
| 2007 | Харків      | 76-й чемпіонат України | 1 | 2 | 6 | 4 з 9     | 18      |
| 2008 | Полтава     | 77-й чемпіонат України | 1 | 3 | 5 | 3½ з 9    | 22      |
| 2024 | Львів       | 92-й чемпіонат України | 5 | 1 | 3 | 6½ з 9    | 7       |